# Partit Socialista d'Andalusia
El PSA o Partit Socialista d'Andalusia, és un partit polític nacionalista andalús i d'esquerres. Fou constituït el 2001 per la unió d'Izquierda Andaluza (una escissió d'Izquierda Unida) i una escissió del Partit Andalusista liderada per Pedro Pacheco Herrera, alcalde de Jerez de la Frontera des de l'any 1979 fins a l'any 2003. Fins al 2004 van tenir dos diputats al Parlament d'Andalusia, el mateix Pacheco i Ricardo Chamorro. A les eleccions municipals espanyoles de 2003 va obtenir un total de 59.000 vots i 55 regidors arreu d'Andalusia. Tanmateix, a les eleccions autonòmiques d'Andalusia del 2004 va obtenir 42.000 vots i cap diputat. Ha participat també a les eleccions europees del 2004 formant part de la coalició Europa dels Pobles. La coalició va obtenir un eurodiputat.
A les eleccions municipals espanyoles de 2007 va obtenir gairebé 50.000 vots i van augmentar el seu nombre de regidors, fins a obtenir més de 60. Al final de novembre de 2007, el PSA i el PA van decidir tornar a unir les seves forces, i van formar la Coalición Andalucista al costat d'altres formacions més petites, una coalició creada per presentar-se a les eleccions al Parlament d'Andalusia i a les eleccions generals espanyoles de 2008, i les eleccions van suposar un rotund fracàs de Coalició Andalusista, que no va obtenir representació ni al Parlament d'Andalusia (123.776 vots, 2,78%) ni al Congrés dels Diputats (68.344 vots, 1,53%).
El novembre de 2008, es va celebrar a Chiclana de la Frontera el III Congrés Nacional del PSA, on el fins llavors líder del partit, Pedro Pacheco, va renunciar a ser candidat a la secretaria general. En el seu lloc, es va triar una direcció col·legiada formada per Amalia Benavente, José Pérez, Juan Román i José Antonio Pi, sent aquest últim nomenat portaveu d'aquesta direcció.
En les eleccions europees de juny de 2009 el PSA es va presentar en solitari, encara que amb el suport d'altres formacions polítiques com el Bloc Nacionalista Andalús (BNA) i Convergència Andaluza i va obtenir 9.649 vots a Andalusia i més de 13.993 al conjunt de España, insuficients per aconseguir representació al Parlament Europeu.
L'1 de maig de 2011 a un Congrés Extraordinari, el PSA va decidir integrar de nou en el Partit Andalucista, i després d'aquesta fusió, Pedro Pacheco, l'impulsor de la ruptura PA-PSA, es va escindir fundant el seu propi partit, Plataforma Andaluza - Foro Ciudadano, per presentar-se a l'alcaldia de Jerez de la Frontera i a les eleccions al Parlament d'Andalusia de 2012, en les que va treure 1630 vots, mentre que el Partit Andalusista en va treure 96.608, sense obtenir representació.